# Slavoetytsj (metrostation)
Slavoetytsj (Oekraïens: Славутич, ⓘ) is een station van de metro van Kiev. Het werd geopend op 30 december 1992 en maakt deel uit van de Syretsko-Petsjerska-lijn, die de Dnjepr ten westen van het station kruist door middel van een brug. Het metrostation bevindt zich op de linkeroever van de Dnjepr, onder de Prospekt Mykoly Bazjana (Mykola Bazjanlaan) in de wijk Osokorky. Het station is genoemd naar de nabije rivier, waarvoor Slavoetytsj een poëtische naam is.
Het station is ondiep gelegen en beschikt over een perronhal met glanzende metalen zuilen. De wanden langs de sporen zijn bekleed met horizontale stroken van wit en roze marmer en blauwe keramische tegels. Aan een buisconstructie die het gehele dak beslaat is een groot aantal lampen opgehangen, die samen een sterrenhemel vormen. De stationshal is verbonden met een voetgangerstunnel onder de Prospekt Mykoly Bazjana.